# Irina Makogonova
Irina Petrovna Makogonova (em russo:  Ирина Петровна Макогонова; Losevo, 12 de novembro de 1959) é uma ex-jogadora de voleibol da Rússia que competiu pela União Soviética nos Jogos Olímpicos de 1980.
Em 1980, ela fez parte da equipe soviética que conquistou a medalha de ouro no torneio olímpico, no qual atuou em cinco partidas.